# Василий Ключевски
Васѝлий Осѝпович Ключѐвски (на руски: Василий Осипович Ключевский) е руски историк и общественик.
Роден е на 28 януари (16 януари стар стил) 1841 година в село Воскресеновка, Пензенска губерния, в семейството на селски свещеник, който умира докато той е още дете. През 1865 година завършва история в Московския университет, където остава да преподава история на Русия и от 1882 година е редовен професор. Той се налага като водещият руски историк на своето време и оказва силно влияние върху либералното движение в страната, като сред неговите възпитаници и последователи са известни личности, като Павел Милюков, Матвей Любавски, Александър Кизеветер, Михаил Покровски, Александър Хаханов.
Василий Ключевски умира на 25 май (12 май стар стил) 1911 година в Москва след неуспешна операция на бъбречни камъни.